# Alonso de Mondéjar
Alonso de Mondéjar (siglo XVI), fue un compositor español renacentista.

## Biografía
Mondéjar comenzó, como cantante, a formar parte de la real Capilla Castellana el 17 de agosto de 1502, con un sueldo de 20.000 maravedíes (pagados desde el primer día de enero de aquel año). Trabajó al servicio de dicha capilla hasta la muerte de la reina Isabel I de Castilla en 1504. Formó parte, como cantante, del cortejo fúnebre que trasladó los restos de la difunta reina al  monasterio de San Francisco de la Alhambra (Granada), donde fue enterrada el 18 de diciembre de ese año según sus propios deseos. 
A partir de entonces trabajó al servicio de la Capilla Real aragonesa por un salario de 25.000 maravedíes, hasta el año 1516 tras la muerte de Fernando el Católico. Aparte de estos datos sobre su servicio en las capillas de los Reyes Católicos, se desconoce cualquier otro dato acerca de su vida y dedicación profesional posterior.

## Su obra
Mondéjar compuso Magnificat a tres voces (E-Bbc 454), motetes y canciones. 
- Motetes:

Ave sanctissimum et gloriosum corpus (E-Mp 1335; E-Bbc 454), del que encontramos una versión distinta en la tradición portuguesa, atribuyendo su autoría a Gabriel Díaz Besson (E-TZ 2/3). Es probable que Díaz y Mondéjar trabajasen juntos en la Capilla Real aragonesa entre los años 1504 y 1506. Otra particularidad de este motete reside en el hecho de que, en el Cancionero de Barcelona (E-Bbc 454) la línea del bajo contiene un texto diferente (“Ave verum corpus in ara crucis”). 
Ave rex noster (E-SE 203): comparte características estilísticas con el anterior. Alternancia entre imitación de voces y secciones homofónicas utilizadas para remarcar el significado de determinadas palabras. Las similares características entre uno y otro motete, bien nos pueden hacer pensar en que ambas son composiciones de Alonso de Mondéjar, pero no son lo suficientemente diferenciadoras del resto de composiciones polifónicas de corte de la época, como para poder afirmar esto seguridad.  
- Canciones

Son doce las adscritas a Mondéjar, y están recogidas en el Cancionero musical de Palacio (E-Mp 1335). De estilo homogéneo, formalmente son villancicos con estribillos de tres versos, compuestos a tres voces, en compás binario, y cuya temática versa sobre el “amor cortés”. Las únicas excepciones son el villancico titulado Oyan todos mi tormento (a 4 voces), y No desmayes, coraçon (estribillo de dos versos).
Estas canciones fueron incluidas en dicho cancionero en el año 1515 (séptima incorporación), según Josep Romeu Figueras.
Camino de Santiago tiene estructura de romance con 4 frases melódicas que se repiten a lo largo del texto.Se conserva un fragmento de una composición, en ritmo ternario (único caso en la producción que se conoce de Mondéjar), que podría pertenecer al estribillo de una canción, aunque también cabe la posibilidad de que pertenezca a un motete. 

## Listado de canciones (E-Mp 1335)
- Nº: Índice de obras por título, en orden alfabético.
- Bar.: Índice utilizado por Barbieri en su publicación de 1890.
- CMP: Índice que se encuentra en el Cancionero Musical de Palacio.

| Nº  | Bar. | CMP | Obra                        | Voces |
| --- | ---- | --- | --------------------------- | ----- |
| 26  | 169  |     | Amor quiso cativarme        | 3     |
| 164 | 452  | 393 | Guardaos d'estas pitofleras | 3     |
| 214 | 120  | 294 | Mios fueron, mi coraçon     | 3     |
| 232 | 191  |     | No desmayes, coraçon        | 3     |
| 239 | 182  |     | No penseis vos, pensamiento | 3     |
| 241 | 160  |     | No podrán ser acavadas      | 3     |
| 254 | 226  |     | No teneis la culpa vos      | 3     |
| 287 | 241  | 373 | Oyan todos mi tormento      | 4     |
| 369 | 165  |     | Remedio para bevir          | 3     |
| 402 | 154  |     | Sospiros, pues que descansa | 3     |
| 406 | 109  |     | Tales son mis pensamientos  | 3     |
| 433 | 94   |     | Un solo fin de mis males    | 3     |